# كوتن
كوتن (بالألمانية: Köthen (Anhalt)) هي بلدة ألمانية تقع في ألمانيا في ساكسونيا أنهالت.[بحاجة لمصدر] يقدر عدد سكانها بـ 29,667 نسمة .

## المدن التوأمة
مدينة Langenfeld هي مدينة توأمة لـكوتن.

## أعلام
- ماريا باش
- هانز هيرمان بير
- رودلف بونخي
- ليوبولد أوقست أبيل
- مايكل ناومن
- فيرنر هاسي
- كريستيان فرديناند أبيل